# 長腹孔頭鯛
長腹孔頭鲷（學名：Melamphaes longivelis），为輻鰭魚綱奇鯛目大鱗鲷科的其中一種。分布於大西洋及太平洋熱帶海域，屬深海魚類，棲息深度0至1500公尺，魚體在前的邊緣中頭部有銳利的角，背鰭硬棘3枚；背鰭軟條15至18枚；臀鰭硬棘1枚；臀鰭軟條8至9枚，體長可達10.6公分。

## 扩展阅读
維基物種上的相關：長腹孔頭鲷